# Ochthebius cupricollis
Ochthebius cupricollis är en skalbaggsart som beskrevs av Sahlberg 1903. Ochthebius cupricollis ingår i släktet Ochthebius och familjen vattenbrynsbaggar. Inga underarter finns listade i Catalogue of Life.